# Fregio di San Giovanni a Parma
Il fregio di San Giovanni a Parma è un ciclo di affreschi  di Correggio e aiuti, databile al 1522-1524 circa e conservato nella chiesa di San Giovanni Evangelista a Parma.

## Storia e descrizione
Il fregio continuo, che corre lungo tutto il perimetro interno della navata mediana e del transetto, venne disegnato da Correggio durante gli anni in cui lavorava alla chiesa abbaziale, affidandone in larga parte la realizzazione agli aiuti (tra cui dovette spiccare probabilmente Francesco Maria Rondani), mentre egli si occupava della cupola e del coro. Nel transetto destro è attribuibile inoltre a Giovanni Antonio da Parma (1514) e in quello sinistro a un artista di formazione forse padovana. 
Si tratta di una lunga fascia continua con scene a monocromo su sfondo blu intenso, ravvivate qua e là da dettagli in colore, come il rosso. Vi sono inoltre tondi in prospettiva che contengono busti di papi, cardinali e monaci dell'Ordine benedettino. La decorazione si attesta soprattutto su temi antichizzanti, spesso legati al motivo del sacrificio, che andava letto come un parallelo tra la messa cristiana e gli antichi riti, pagani e biblici. Protagonisti sono una serie di putti, le cui varie simbologie sono state spiegate da Giuseppe Maria Toscano, che vi legge un programma iconologico teso a esaltare la santa Messa come "compiutezza suprema di tutti i sacrifici". 
Sicuramente l'artista fornì i disegni e diresse i lavori, occupandosi probabilmente qua e là anche della stesura pittorica, soprattutto in quei tratti di maggiore importanza e complessità, in modo da fornire l'esempio diretto a cui i collaboratori (tra cui c'era anche il giovanissimo Parmigianino) si dovevano attenere. Tra questi spicca, anche per condizioni di conservazione, quello col Sacrificio di putti già nascosto da un organo ed oggi staccato e conservato nei locali della chiesa. In esso si vedono fanciulli animatamente indaffarati attorno a un'ara pagana su cui arde il fuoco sacro, mentre vi recano le spighe per il sacrificio. Le loro pose sono fluide e sciolte e riecheggiano altri lavori del maestro come, senza andare troppo lontano, i putti reggi-ghirlanda nei pennacchi della cupola di San Giovanni.